# Коник блакитнокрилий
Коник блакитнокрилий (Oedipoda caerulescens) — коник родини саранові, що поширений у Європі, Азії, Північній Африці. Задні крила блакитні, що й визначило назву. Подекуди є шкідником сільськогосподарських культур, на півночі помірної зони Європи стає рідкісним видом.

## Опис

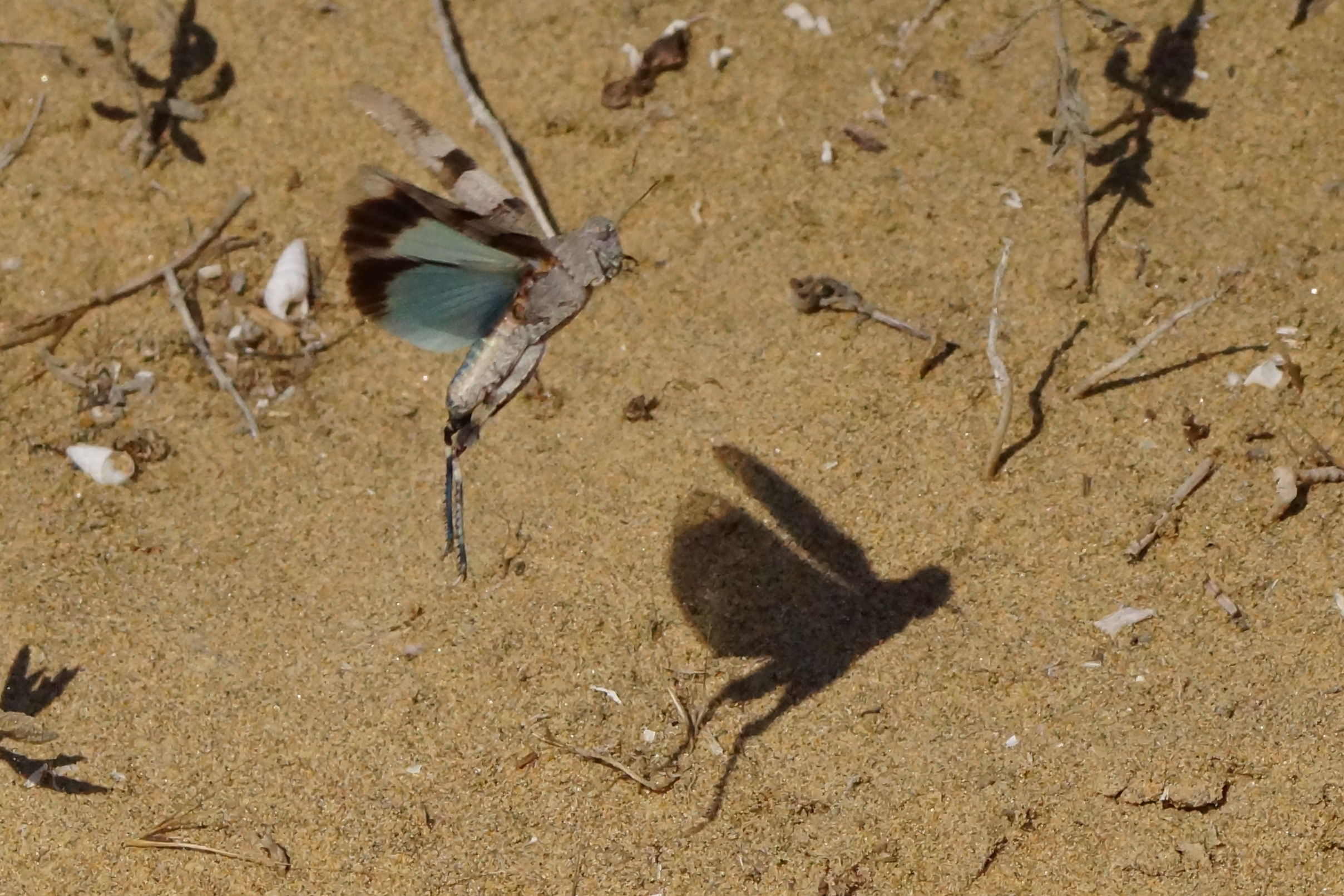
Коник блакитнокрилий у польоті, видно блакитні задні крила

Довжина тіла 1,5 — 2,8 см. Тіло буре, вохряне, сіре, захисного кольору, що допомагає злитися з ґрунтом. Передня поверхня голови спрямована під прямим кутом до тіла. Посеред передньоспинки йде поздовжній гребінь, перетнутий глибокою борозенкою. На надкрилах невиразні перепаски. Задні крила яскраво блакитні, перед зовнішнім краєм мають темно-буру перепаску. Задні стегна з плямами, їх верхній край має виступ перед вершиною. Задні гомілки голубуваті.

## Спосіб життя
Коник зустрічається на піщаних луках, скелястих схилах, плодючих степових ґрунтах. Можуть мешкати у таких змінених людиною ландшафтах як залізничні насипи чи пісочниці. Травоїдні, проте можуть живитися й трупами комах. Серед переважних харчових рослин в Європі злаки (пажитниця багаторічна, грястиця збірна, пирій повзучий) та трави щавель горобиний і нечуйвітер волохатенький. Імаго трапляються з кінця липня, досягаючи масовості на початку серпня, окремі особини доживають до жовтня. Яйця зимують у піску. В Європі личинки виходять з яєць у травні або на початку червня, залежно від погодних умов. Линяють 4 чи 5 разів.

## Поширення
Ареал охоплює широкі простори від Марокко в Північній Африці через усю Європу на північ до Данії та Південної Скандинавії, через Україну, середню й південну смугу Росії, країни Близького Сходу до Південно-Східної Азії.

## Значення для людини

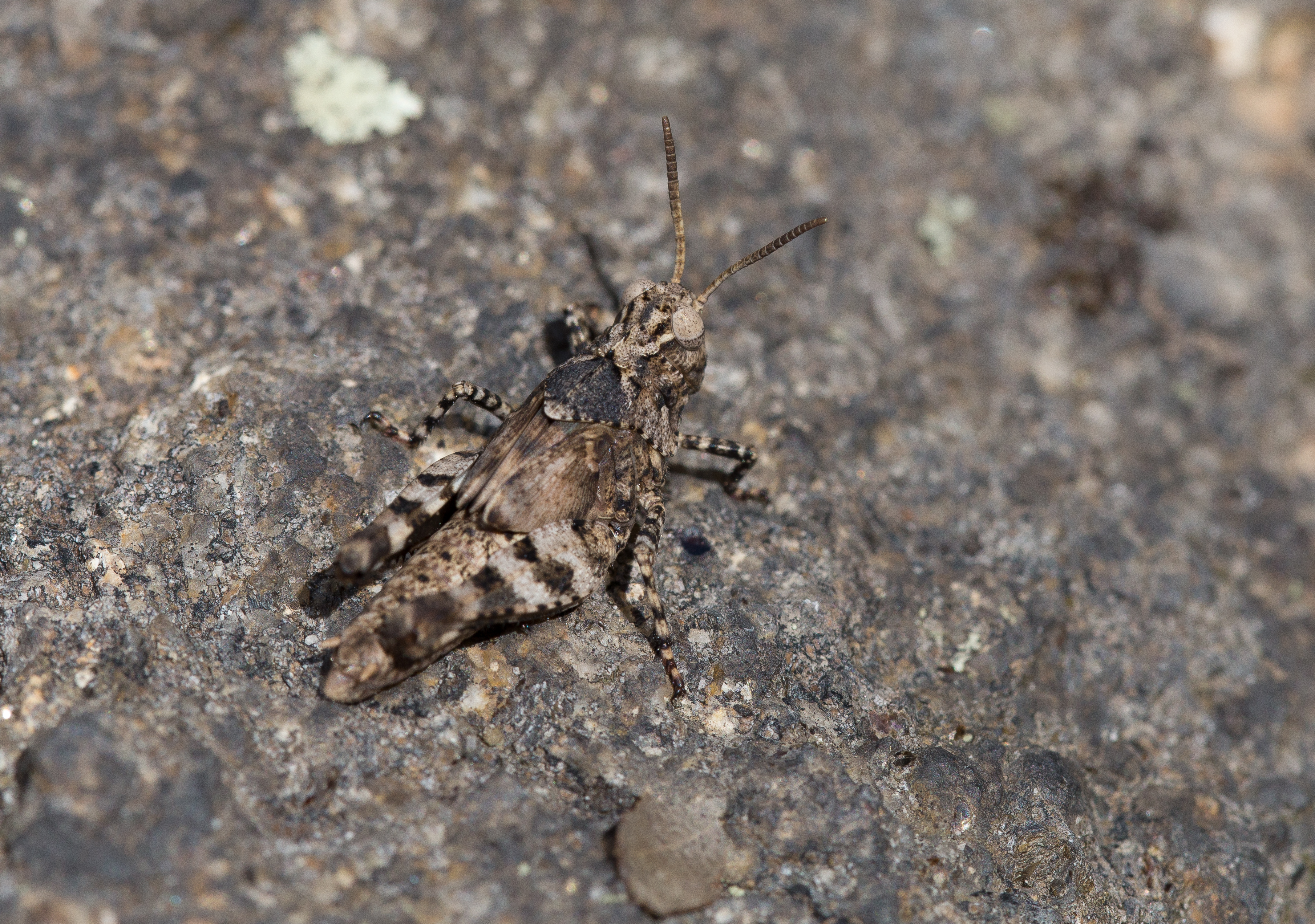
Личинка коника блакитнокрилого добре замаскована на тлі сірого каменю

### Сільське господарство
В країнах, де чисельність коника блакитнокрилого висока, він може спричиняти суттєву шкоду сільськогосподарським культурам. Зокрема в Україні личинки та імаго цього виду можуть пошкоджувати пшеницю, жито, овес, багаторічні трави, кукурудзу, тютюн, мак, ефіроносні й лікарські рослини, соняшник, деревні рослини в молодих розсадниках. Є також важливим шкідником сільського господарства на Близькому Сході.
Для боротьби з коником використовують інсектициди. Одним з природних ворогів коника є гриб Entomophaga grylli, що спричиняє мікоз.

### Охорона
Вид занесений у Росії до Червоних книг Московської області та міста Москви. Також є нечастим та вразливим видом у Німеччині. У Швейцарії та Німеччині занесений до категорії «V» (попереджувальний список) Червоних списків, як вид, що все ще в безпеці, але певні фактори можуть призвести до загрози зникнення впродовж 10 років. Втім для Баварії станом на 2016 рік вид було перенесено до 3-ї категорії — «під загрозою». Спроба реінтродукції виду в Нижній Саксонії зазнала невідачі, проте в 1995—2016 роках вдалося відновити популяцію коника блакитнокрилого в природному заповіднику «Пустище Райнах» (нім. Reinacherheide) у кантоні Базель-Ланд у Швейцарії.